# Камінь (вулкан)
Камінь — згаслий стратовулкан, розташований у Східному вулканічному поясі півострова Камчатка.

## Загальна інформація
Знаходиться в центральній частині півострова Камчатка, поряд з  Ключевським вулканом. Поблизу вулкану розташовані льодовик Шмідта і льодовик Богдановича. Входить у східний вулканічний пояс. Розташований у  Ключевській групі вулканів.
При висоті 4585 м н.р.м. є другим за висотою вулканом на Камчатці.
Дата останнього виверження невідома, вулканологи припускають, що вулкан потух наприкінці плейстоцену. Після завершення вулканічної діяльності схили вулкану були сильно зруйновані численними обвалами. Породи, що складають його, представлені перешарованими лавами андезито-базальтового складу з вкрапленнями піроксену і плагіоклазу.
Сходження на вершину вулкану Камінь вчиняються з західного боку і в силу крутизни схилів є виключно  альпіністським заходом.

## Топографічна карта
Аркуш карти O-57-142 Ключи. Масштаб: 1 : 100 000. Стан місцевості на 1976 р. Видання 1986 р. (рос.)

## Ресурси Інтернету
- Статья [Архівовано 2 березня 2014 у Wayback Machine.] про вулкан в каталозі метаданих ІВіС ДВО РАН
- Вулкан Камінь [Архівовано 17 серпня 2012 у Wayback Machine.] на краєзнавчому сайті про Камчатку.

## Виноски
1. ↑  GEOnet Names Server — 2018.
2. ↑  John Seach. Kamen Volcano. Vocano Live. Архів оригіналу за 4 березня 2016. Процитовано 4 квітня 2014.
3. ↑  Камень. Архів оригіналу за 2 березня 2014. Процитовано 23 серпня 2014.
4. ↑  Камень Амбон [Архівовано 9 січня 2018 у Wayback Machine.] // Заповедная Россия
5. ↑  Вулканы Камчатки. Вулкан Камень. [Архівовано 17 серпня 2012 у Wayback Machine.] Краеведческий сайт о Камчатке